# でんぱ
でんぱ （第2号科学衛星REXS）は東京大学宇宙航空研究所（後の文部省宇宙科学研究所）が打上げた電離層・磁気圏観測衛星である。開発・製造は日本電気が担当した。開発名のREXSはRadio EXploration Satelliteの略である。

## 目的
当機は地球の電離層と磁気圏内にある放射線帯を観測する目的で開発された。また太陽電波の観測も目標とされた。

## 運用
1972年8月19日11時40分 (JST) 、鹿児島宇宙空間観測所からM-4Sロケット4号機によって打ち上げられ、近地点240km、遠地点6,570km、軌道傾斜角31°の軌道に投入された。
無誘導のM-4Sロケットは、衛星軌道投入の確実性を期すため、全ての人工衛星を、近地点700km付近、遠地点2500km〜4500km（遠地点は衛星重量で大きく変わる）の軌道に投入するように打ち上げられていた（この場合、風に流されたとしても、打ち上げ成功確率は95%を超える）。そして、「でんぱ」の目標軌道は、近地点710km、遠地点2657km、軌道傾斜角31.2°であった。「でんぱ」の実軌道がこのような極端な軌道となってしまった原因は、無誘導のM-4Sロケットが風に流されたためでは無く、ランチャーの上下角設定時に、表示角と実際の角度に約2°のズレがあったためである。
打ち上げから3日経った8月22日、一部の観測装置で使用する高圧電源のスイッチを入れたところ、テレメトリエンコーダが損傷し、衛星からの正常なデータ送信が途絶えた。その後の回復措置により通信系は使用可能になったものの、観測は不可能であることが分かり、運用を断念した。
故障の原因は高圧電源投入時の放電により、ICやトランジスタが破損したためと考えられている。
1980年5月19日、大気圏突入により燃え尽き、消滅した。

## 成果
衛星が故障するまでの約70時間に行った観測により、それなりの科学的成果を得た。また、近地点が非常に低い軌道であるため、故障後も半年間発信され続けた衛星からのビーコン電波で、軌道の変化を測定し、高層大気の大気密度に関するデータの収集ができた。